# Cross Road Blues
Cross Road Blues (Coverversionen auch als Crossroads) ist ein Bluessong des US-amerikanischen Deltabluessängers Robert Johnson, der am 27. November 1936 in San Antonio in Texas aufgenommen wurde. Veröffentlicht wurde er 1937 auf Vocalion  (Katalognummer 3519). Vom Cross Road Blues wurde neben der zunächst veröffentlichten Version, wie bei vielen anderen seiner Songs, auch eine Alternativaufnahme mitgeschnitten. Diese 10 Sekunden kürzere Version wurde 1961 von Frank Driggs ausgewählt und auf dem Album King of the Delta Blues Singers veröffentlicht.

## Geschichte
Der Cross Road Blues stammt aus dem Jahr 1936. Das Lied wurde im Folgejahr von Vocalion Records und ARC (Vocalion 03519; ARC 7 - 05 - 81) veröffentlicht. Wie von vielen der Songs gibt es zwei Aufnahmen, bei der zunächst veröffentlichten Version handelt es sich um Take 1. Nachdem die Aufnahme lange Zeit out of print war, erschien die Originalversion erst 1990 auf Complete Recordings wieder. Aufgrund seiner historischen Bedeutung wurde der Cross Road Blues 1998 in die Grammy Hall of Fame aufgenommen. In der Version von Robert Johnson wird der Gesang nur von der Gitarre begleitet. Bereits 1986 wurde der Cross Road Blues in die Blues Hall of Fame aufgenommen.

## Text
Der Text gliedert sich in fünf Strophen. In der ersten fleht der Ich-Erzähler Gott an, Gnade mit Bob (den Ich-Erzähler?) zu haben.  In der zweiten versucht er vergeblich jemanden zu finden, der ihn mit zurück nimmt. In der dritten Strophe geht die Sonne unter, der Ich-Erzähler meint, dass es damit auch Bob schlecht gehe. In der vierten Strophe fordert der Ich-Erzähler dazu auf seinem Freund Willie Brown zu sagen, dass der er den „cross road blues“ habe. In der letzten Strophe beklagt der Ich-Erzähler, dass er allein ohne „sweet woman“ in seinem Elend gestrandet ist.
In der zweiten Version wurden die Strophen vier und fünf getauscht.

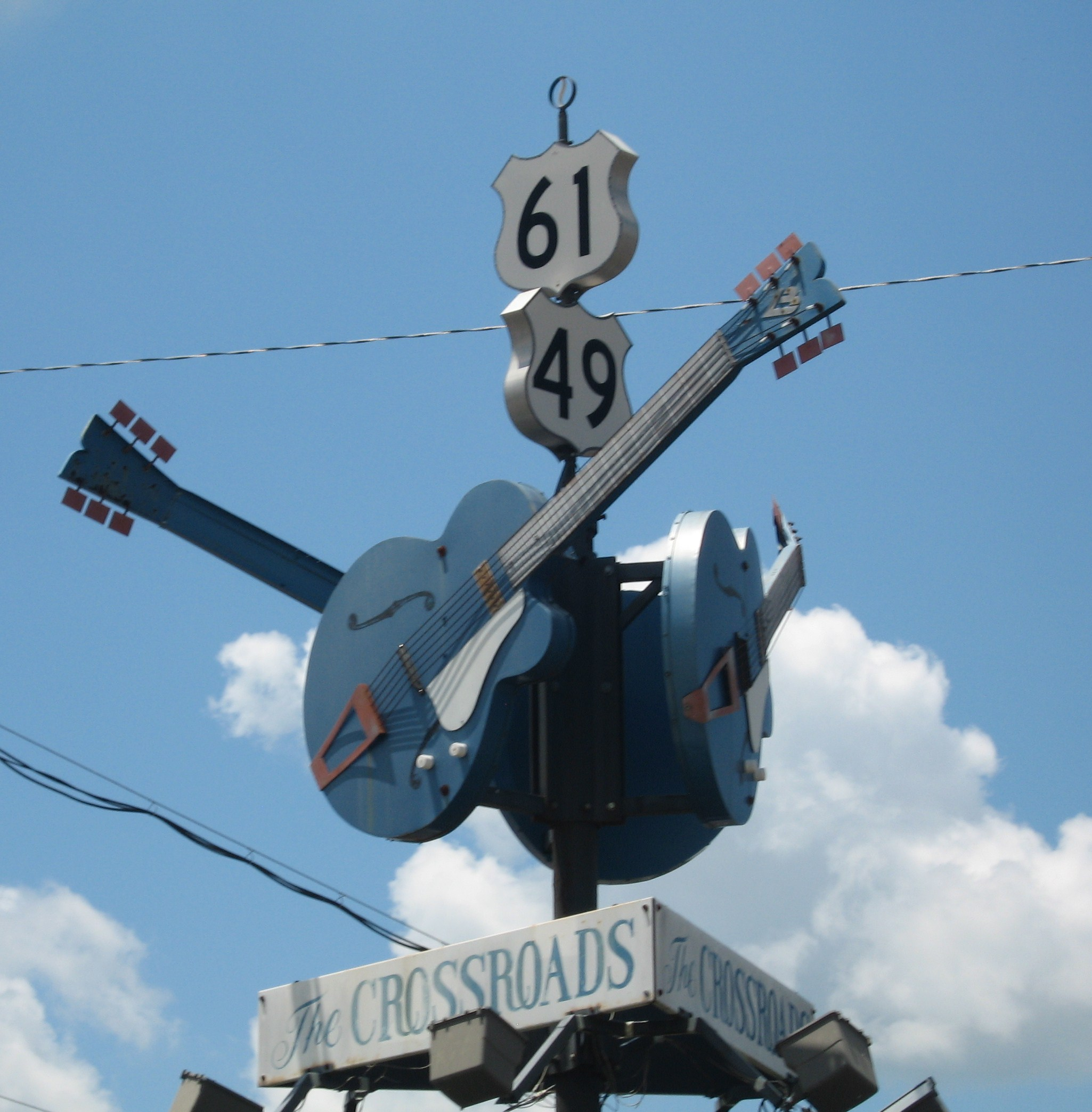
Kreuzung in Clarksdale, Mississippi, wo Johnson seine Seele dem Teufel verkauft haben soll

## Textbezug
Der Text kann auf eine Legende um einen Bluesmusiker, der an einer Kreuzung im Mississippi-Delta seine Seele an den Teufel verkauft, um von ihm den Blues zu lernen, bezogen werden. Einer weiteren Legende nach soll Robert Johnson wie auch sein im Lied besungener Freund Willie Brown diesen Handel mit dem Teufel gemacht haben, und den Blues richtig spielen zu können.
Das Thema und die Geschichte des Songs wurde 1986 in dem Spielfilm Crossroads – Pakt mit dem Teufel und in der Mysterie-Serie Supernatural (Staffel 2, Episode 8 Crossroad Blues) verwendet.
Das Thema „Teufelspakt“ hat Johnson auch in den Songs Hellhound on My Trail und Me & the Devil Blues verarbeitet, die er bei einer weiteren Aufnahmesitzung 1937 einspielte.

## Coverversionen (Auswahl)
Eric Clapton arrangierte den Riff des Liedes für Aufnahmen mit der Band Cream neu. Clapton gab in einem Interview 2013 an, auf den Riff damals sehr stolz gewesen zu sein. Clapton coverte den Song auf den Alben Eric Clapton’s Rainbow Concert von 1973, Backtrackin’ von 1984, The Cream of Eric Clapton von 1987, Crossroads von 1988, Story von 1990, The Cream of Clapton von 1995, Crossroads 2: Live in the Seventies von 1996, Blues von 1999 und Complete Clapton von 2007.
Weitere Coverversionen wurden unter anderem erstellt von:
| - Cream - The Doors - Bob Dylan - Cowboy Junkies - Derek and the Dominos - Dion DiMucci | - Free (live) - Elmore James - Lynyrd Skynyrd - Jimi Hendrix (live) - Journey - Rush | - Ten Years After - Van Halen (live) - Robin Trower - Steve Miller Band (live) - Molly Hatchet (live) - Stephen Stills (live) | - Jeff Berlin - John Mayer - Racer X (live) - Ry Cooder |

## Trivia
Nach der Cream-Version des Songs ist die kirchliche Jugendgruppe benannt, die titelgebend für Jonathan Franzens Roman Crossroads (2021) ist.